# 日本とヨルダンの関係
日本とヨルダンの関係（にほんとよるだんのかんけい、アラビア語: العلاقات الأردنية اليابانية、英語: Japan–Jordan relations）は、日本国とヨルダン・ハシミテ王国との間の二国間関係を指す。
1954年に両国の間で国交が樹立されて以来、一度も国交が途絶えることなく現在に至っている。

## 両国の比較
|             | ヨルダン                    | 日本                            | 両国の差                  |
| ----------- | --------------------------- | ------------------------------- | ------------------------- |
| 人口        | 759万4000人（2015年）       | 1億2711万人（2015年）           | 日本はヨルダンの約16.7倍  |
| 国土面積    | 8万9000 km²                 | 37万7972 km²                    | 日本はヨルダンの約4.2倍   |
| 首都        | アンマン                    | 東京                            |                           |
| 最大都市    | アンマン                    | 東京                            |                           |
| 政体        | 立憲君主制                  | 議院内閣制                      |                           |
| 公用語      | アラビア語                  | 日本語（事実上）                |                           |
| 国教        | イスラム教                  | なし                            |                           |
| GDP（名目） | 382億1000万米ドル（2015年） | 4兆1162億4200万米ドル（2015年） | 日本はヨルダンの約107.7倍 |
| 防衛費      | N/A                         | 409億米ドル（2015年）           |                           |

## 歴史

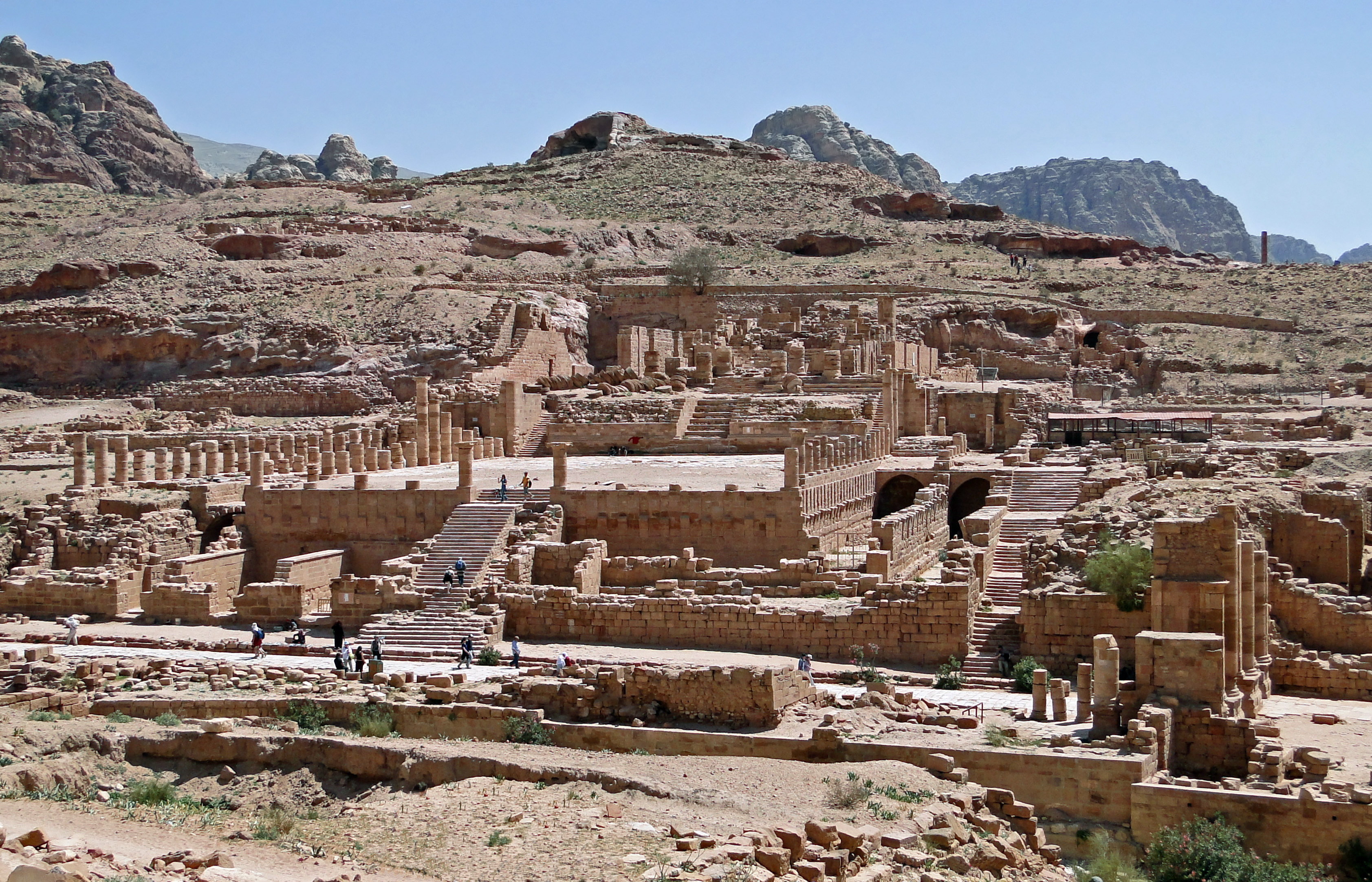
ペトラ遺跡の寺院跡

現在のヨルダンに相当する地域は旧石器時代から人類が活動していた痕跡を発見することができ、メソポタミアで文明が生まれた肥沃な三日月地帯と呼ばれる地域に近く、古来より貿易の中継地点と栄えていた（ペトラ遺跡）。この地の支配者は新バビロニア、ナバテア王国、ローマ帝国、イスラム諸王朝など有為転変きわまりなく入れ替わり、1917年、それまでオスマン帝国の支配下にあったものを第一次世界大戦の連合国イギリスが占領して軍政を敷き、1920年からはイギリス委任統治領パレスチナとして高等弁務官を派遣して植民地支配を開始した。
1921年、イギリスは委任統治領パレスチナからヨルダン川以東を分離して、預言者ムハンマドの曽祖父ハーシムを先祖に持つ名族ハーシム家が統治する従属国トランスヨルダン首長国とした。第二次世界大戦終結後の1946年、イギリスの支配から脱してトランスヨルダン・ハシミテ王国として独立し、1950年にはヨルダン・ハシミテ王国と改称された。

先々代に当たる祖父アブドゥッラー1世国王が存命であった頃のアル＝フセイン・ビン・タラール王子、後のフセイン王太子、フセイン1世国王（1950年、当時14歳）

1952年、当時16歳であった王太子アル＝フセイン・ビン・タラールが国王フセイン1世として即位。
1954年、日本とヨルダンとの間で国交が樹立された。1974年、日本はヨルダンの首都アンマンに大使館を設置。同年、ヨルダンも日本の首都東京に大使館を設置（それまでは台北の在中華民国ヨルダン大使館が日本を兼轄していた）。
1976年3月、フセイン国王がアーリア王妃やバスマ王妹、ザイド・アッ＝リファーイー首相夫妻らを伴って国賓待遇で来日し、昭和天皇、香淳皇后、三木総理大臣、その他各界の代表者と会見した。殊に三木首相とは訪日中に二度も会見しており、両国の首脳ともに「世界平和を推進し、かつ、国際協力を発展させるために両国が相互に協力を続けるべきこと」に合意した。具体的には、イスラエルは国連安保理決議に従って第三次中東戦争で占領した地域から全兵力を撤退させるべきであること、中東における全ての国の領土の保全と安全が尊重されるべきであること、パレスチナ人の民族的権利が踏みにじられることなく国連憲章に基づき承認・尊重されるべきであること、などといった重要事項について両国の首脳は一致した見解を表明した。
1985年、両国間の技術協力協定が発効。1995年、航空協定が発効。1997年、査証手数料相互免除協定が発効。
1999年2月、46年以上もの長きにわたって王位にあったフセイン国王が逝去、王太子アブドゥッラー・ビン・アル＝フセインが国王アブドゥッラー2世として即位した。同年12月には、アブドゥッラー国王がラーニア王妃を伴って国賓待遇で訪日し、皇居での宮中晩餐などに招かれた。これは、アブドゥッラー国王にとって即位後初となる日本への公式訪問となった。但し、アブドゥッラー国王は一介の王子であった（まだ王太子ですらなかった）頃に、3回ほど来日している。
2012年、両国間の原子力協定が発効。
2015年1月17日、エジプトの首都カイロで開催された日エジプト経済合同委員会の席上において、安倍晋三内閣総理大臣は「まず私はアンマンで、激動する情勢の最前線に立つヨルダン政府に対し、変わらぬ支援を表明します」、「ISILと闘う周辺各国に、総額で2億ドル程度、支援をお約束します」と公式に述べて、ヨルダン支持および反ISIL（いわゆる「イスラム国」）の姿勢を明確に打ち出した。

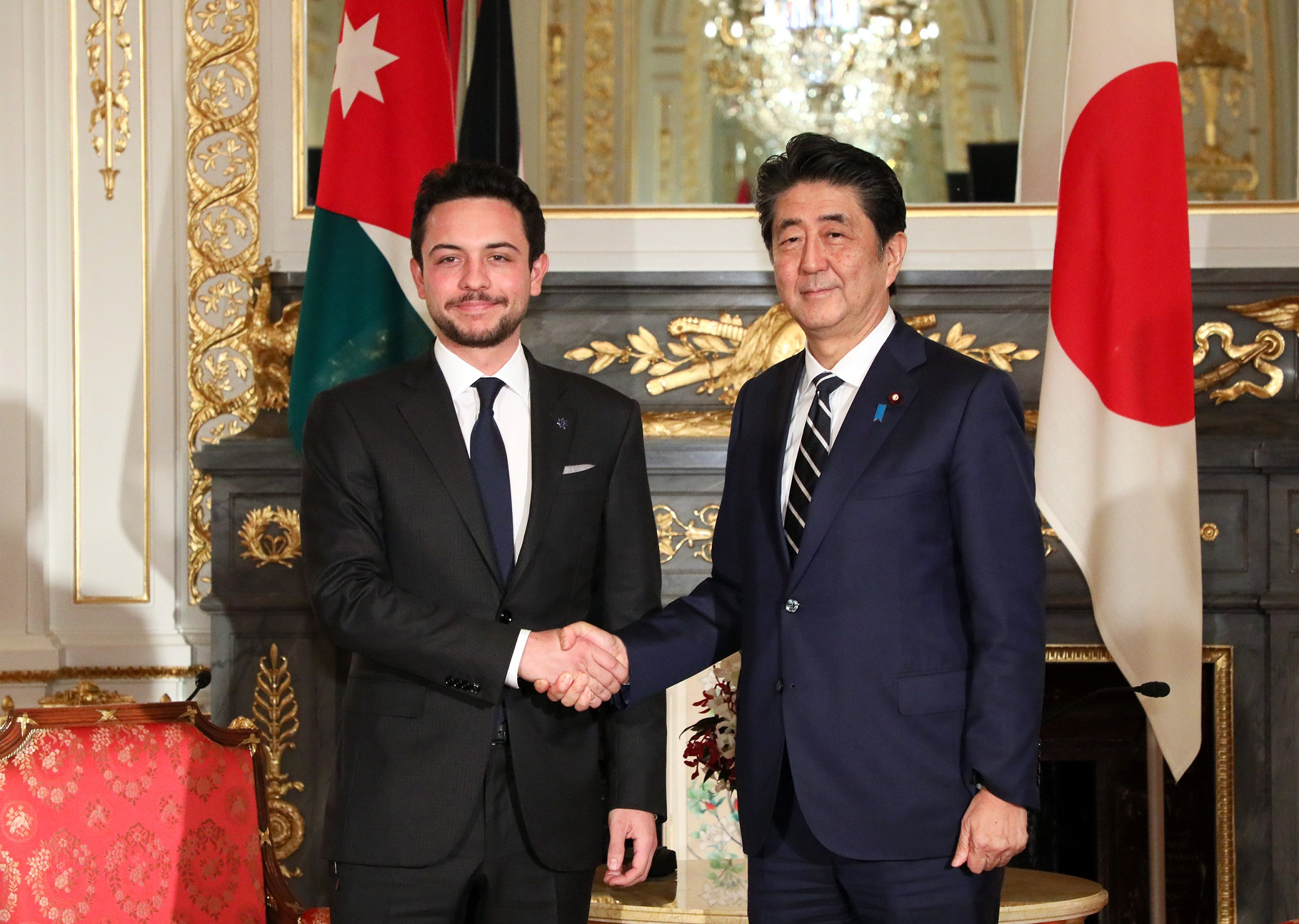
安倍晋三内閣総理大臣（右）とフセイン王太子、於・迎賓館赤坂離宮（2019年10月21日）

2019年10月22日、訪日中のフセイン王太子がリーナ・アンナーブ駐日大使を伴って今上天皇の即位礼正殿の儀に参列した。

## 要人往来
ヨルダン王室の訪日歴は非常に多く、フセイン1世国王が4回（1976年、1982年、1983年、1989年）、アブドゥッラー2世国王（元王子、元王太子）が13回（1982年、1993年、1998年、1999年、2002年、2004年、2005年、2006年、2009年、2010年、2014年、2016年、2018年）、ハッサン王子（元王太子）が6回（1974年、1988年、1990年、1995年、2006年、2008年）、フセイン王太子が1回（2019年）、日本を訪問している。

## 外交使節

### 駐日ヨルダン大使館
- 住所: 東京都渋谷区神山町39-8
- アクセス: 東京メトロ千代田線代々木公園駅2番出口

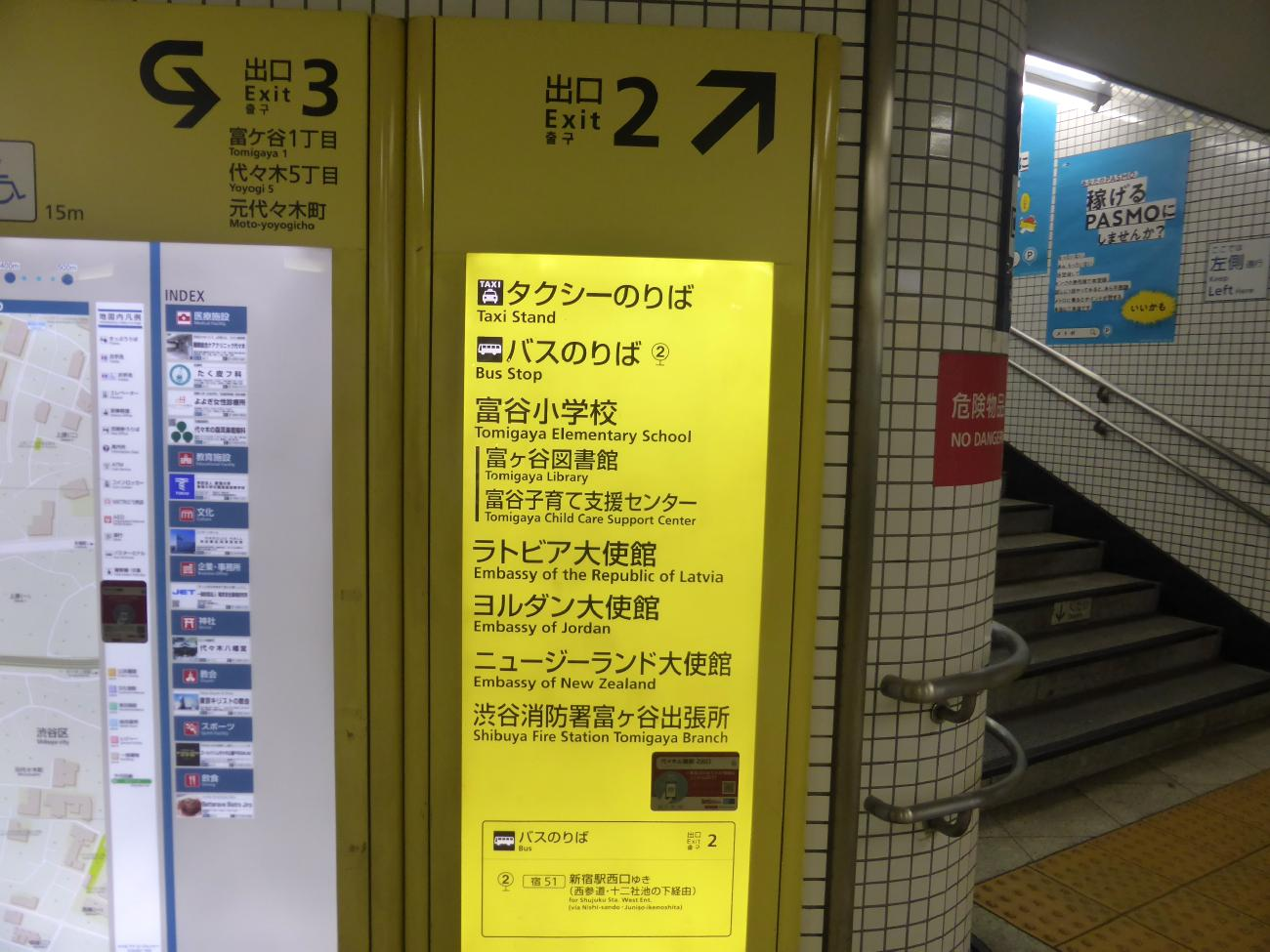
最寄り駅は代々木公園駅の2番出口
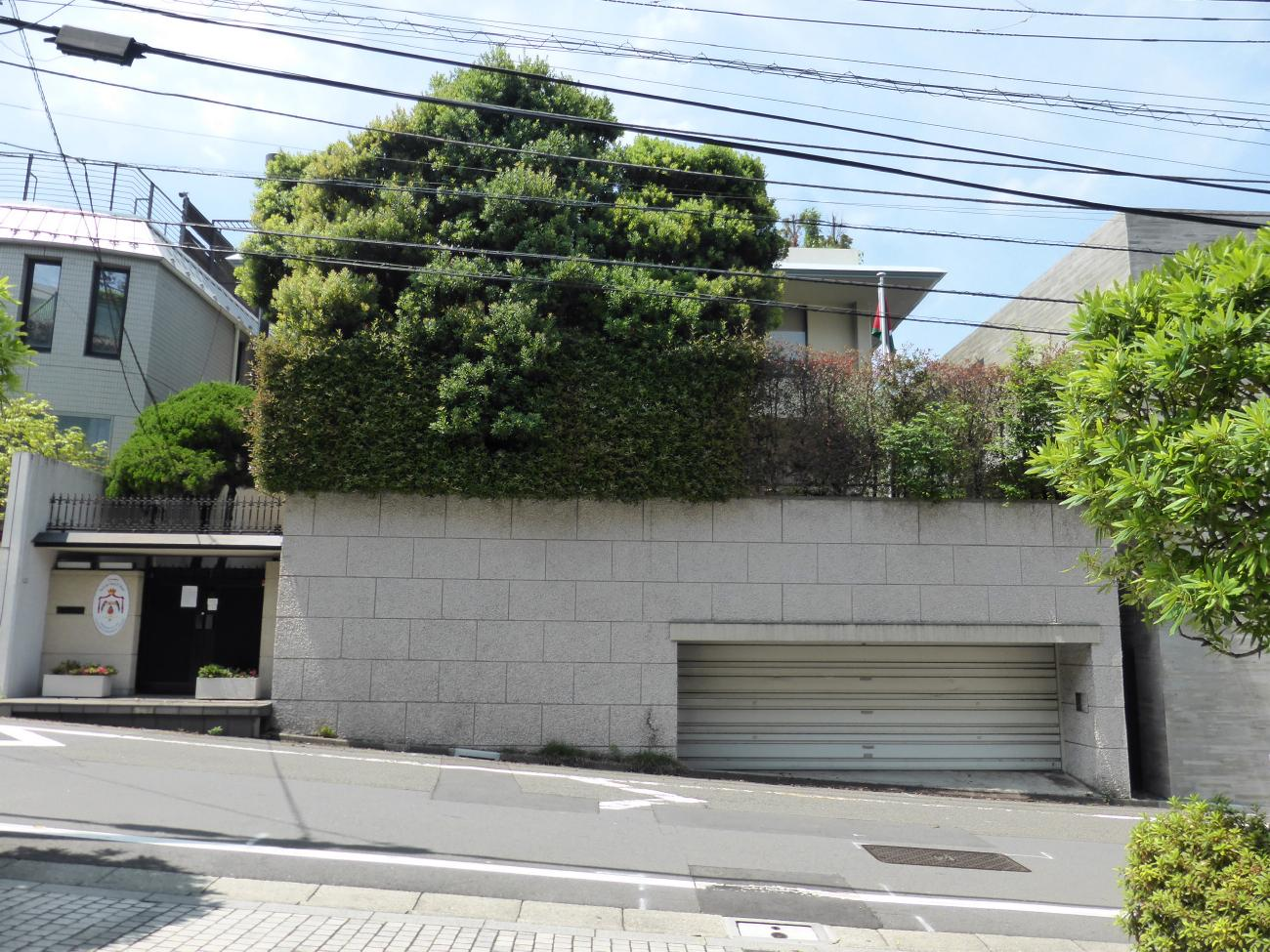
ヨルダン大使館全景
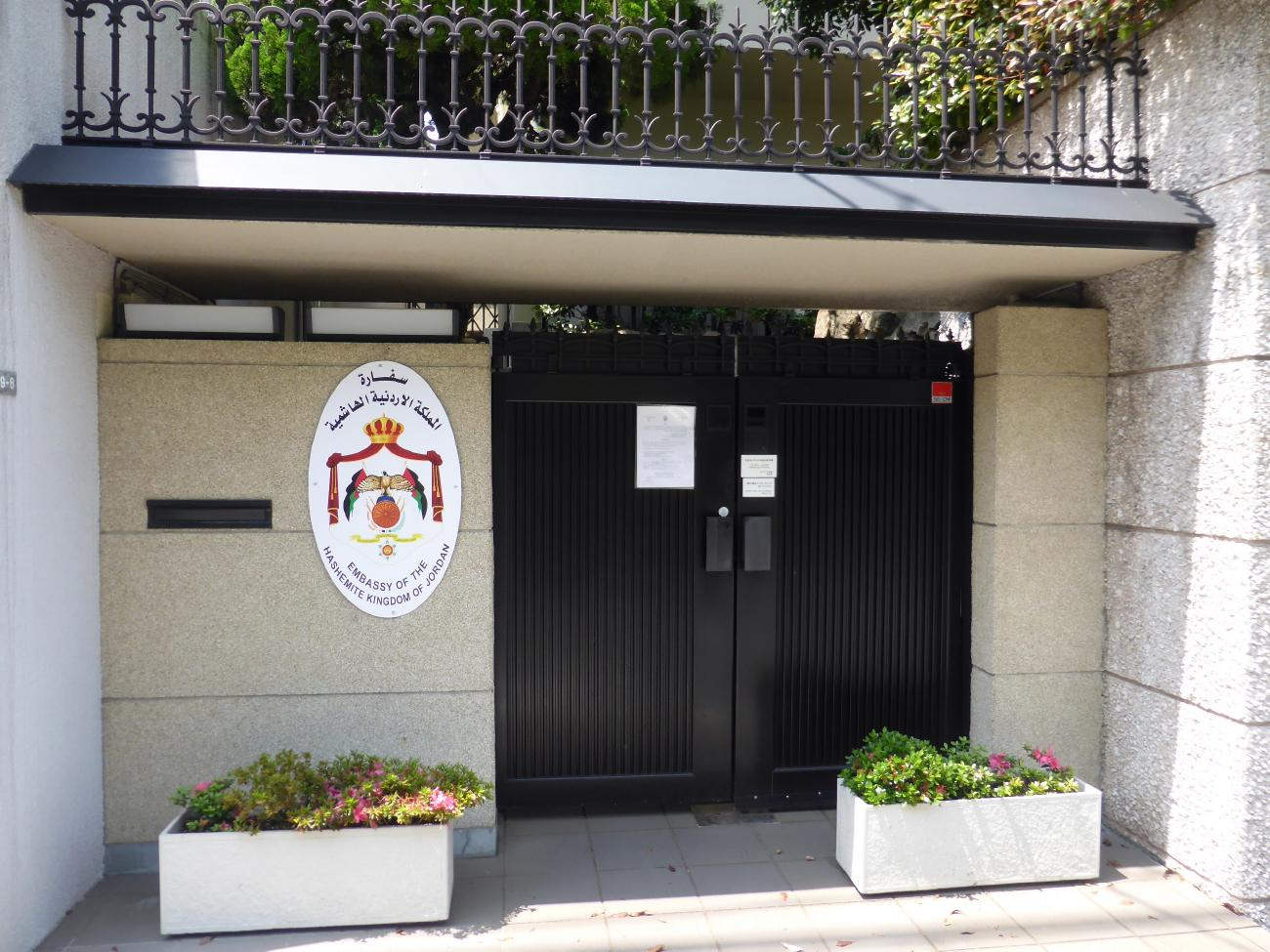
ヨルダン大使館正門

### 駐日ヨルダン大使・公使

#### 駐日ヨルダン公使
1. サイイド・アズミー・アン＝ナシャーシービー（台北常駐、1959～1960年）[19]
2. サイイド・サーバト・アル・ハーリディー（台北常駐、1960～1962年）[19]

#### 駐日ヨルダン大使
1. サイイド・サーバト・アル・ハーリディー（台北常駐、公使より昇格、1962～1969年）[19]
2. カーミル・アッ・シャリーフ（アラビア語版）（台北常駐、1969～1974年）[19]
3. アーミル・シャンムート（アーメル・シャンムート、1974～1980年、信任状捧呈は4月13日[20]）
4. ズハイル・アル＝ムフティー（1980～1983年）
5. サアド・アル＝バターイナ（1983～1985年）
6. ハーリド・アル＝マダードハ[21]（1985～1990年）
7. ファールーク・アル＝カスラーウィー（アラビア語版、英語版）（1990～2000年、信任状捧呈は10月19日[22]）
8. サミール・アン＝ナーウーリー（2000～2008年、信任状捧呈は11月7日[23]）
9. ディーマーイ・ズハイル・ハッダード（2009～2018年、信任状捧呈は10月16日[24]）
  - （臨時代理大使）ラーミー・マシュフール・アル＝ハラーブシャ（2018年）
  - （臨時代理大使）ラガド・バースィム・アントゥーン・アッ＝サッカー（2018年）
  - （臨時代理大使）ラーミー・マシュフール・アル＝ハラーブシャ（2018～2019年）
  - （臨時代理大使）ラガド・バースィム・アントゥーン・アッ＝サッカー（2019年）
10. リーナ・アンナーブ（2019年～2024年、信任状捧呈は6月19日[25]）
  - （臨時代理大使）アリ・アブドゥル・ワハッブ・アリ・アル・アラビヤット（2024年〜）